# 훙차오 공항 2터미널 역
훙차오 공항 2터미널역(虹桥2号航站楼站)은 상하이 지하철 2호선과 10호선의 역이다.